# Yesmín Sánchez
Yesmín Sánchez (Caracas, 1 de septiembre de 1978) es una periodista, escritora y conferencista venezolana, autora del superventas De empleado a emprendedor en 5 pasos y Feliz donde sea.
En su haber profesional se ha desarrollado en diversas ramas: comunicaciones estratégicas, liderazgo, oratoria, bienestar empresarial, calidad de servicio, gerencia de imagen y gestión de capital humano. En la actualidad es parte del equipo de contenidos del periodista Ismael Cala y de la psicóloga Belkis Carrillo.
Ha participado en distintos eventos, entre ellos durante 2019 ofreció la conferencia “El Nacimiento de la mujer emprendedora” en el marco del evento Travesía Femenina 2019 en el Centro Cultural Chacao, realizado por la Asociación Venezolana de Gestión Humana.

## Formación académica
Yesmín es egresada de periodismo de la Universidad Católica Andres Bello (2000). Realizó un Máster en Dirección Estratégica de RRHH en dicha Universidad (2008), y complementó este estudio con el Curso Inicial de Inducción Docente, dictado por el Centro de Formación Aeronáutico “Los Cóndores” (2012).
También cuenta con un Diplomado en Gerencia Aeronáutica, título otorgado por el Instituto de Estudios Superiores de Administración (2017).[cita requerida]

## Trayectoria profesional
Desde el año 2002 se ha desempeñado como redactora en la revista Sala de Espera, con énfasis en temas de emprendimiento social, liderazgo e iniciativas que apuntan al desarrollo educativo y social de la comunidad.
Durante los años 2006 - 2008 fue docente en la Universidad Católica Andrés Bello, dictando durante la cátedra Redacción para los medios, para estudiantes del IV semestre de Comunicación Social.
Desde 2006 hasta 2011 ejerció como Jefe de Prensa y Relaciones Públicas en la empresa venezolana Aserca Airlines, donde coordinó y ejecutó programas de comunicaciones corporativas internas y externas, dirigidas a un público de 1.800 empleados, lo que incluyó organización de eventos, diseño y ejecución de boletines electrónicos y contactos con medios de comunicación.
A partir de 2011 y hasta 2018 desempeñó funciones como Gerente Corporativa de Capacitación y Desarrollo de la aerolínea. Entre sus tareas se destacó el diseño de diferentes iniciativas de formación en valores, reconocimiento de alto desempeño de más de 3 mil empleados, aprendizaje virtual, formación de formadores, programa de becas para estudios universitarios y cursos de especialización en el área aeronáutica.
Esta gestión en materia de Capacitación y Desarrollo quedó plasmada en los Reportes de Sostenibilidad de Aserca Airlines y SBA Airlines, del año 2014, lo que convirtió a ambas empresas en las primeras aerolíneas venezolanas en formalizar su impacto social, económico y ambiental bajo un estándar internacional, según fue registrado por medios de comunicación social en Venezuela y por AeroLatin News, portal noticioso de la IATA.
También fue participante del Programa de Liderazgo Lidera, de la Fundación Futuro Presente, en alianza con el IESA, la UCAB y la Universidad Metropolitana (Venezuela), orientado a promover el liderazgo, el trabajo en equipo, el ejercicio de la ciudadanía y la defensa de los Derechos Humanos.
Tras su labor en el mundo corporativo, en 2018 Yesmín decide ampliar su horizonte, reenfocando su carrera e iniciándose como emprendedora en áreas asociadas al bienestar, desarrollo personal y afines.
La aplicación de sus conocimientos como Comunicadora la han llevado a trabajar junto a distintas personalidades en el desarrollo de contenidos. A partir de 2017, se sumó al equipo de Cala Enterprises, del conferencista Ismael Cala, donde aporta como Editora de Contenido, diseño, desarrollo y redacción para las distintas plataformas.
De la misma manera, forma parte del equipo de la psicóloga Belkis Carrillo, creadora de Psicoespacio y especialista en atención de parejas en búsqueda de bienestar.

## Estar y vivir bien
Con el propósito de promover el crecimiento humano, Yesmín abrió un en 2018 espacio con donde compartir herramientas, experiencias vinculadas con el manejo personal y fortalecimiento de habilidades. Así surgió la plataforma www.estaryvivirbien.com.
También es creadora de los espacios Jueves de Bienestar desde donde genera diversas actividades orientadas a alcanzar ese estado de satisfacción y gusto por la vida.

## Un estilo de vida que comparte en libros
Las experiencias de vida de Yesmín se encuentran plasmadas en dos libros de su autoría. Su carácter autobiográfico constituye una guía para quienes se encuentren en los procesos de emprendimiento y, mucho más profundo, en la búsqueda de la tan anhelada felicidad.

### De empleado a emprendedor en 5 pasos (E-Book)
Tras 20 años como trabajadora, Yesmín Sánchez comparte sus recomendaciones para abrirse camino como emprendedor. De empleado a emprendedor en 5 pasos fue catalogado por Amazon como Superventas en su categoría. En sus páginas, pasea al lector a través de cinco fases que además de ser una guía ilustrada, van acompañadas de una serie de ejercicios que orientan sobre el proceso de cómo concretar el deseo de emprender.
Yesmín compartió en el programa de radio Marketeando, de Fedecámaras (Venezuela) Radio, emisora del sector gremial de Venezuela, algunas recomendaciones para transitar el camino de empleado a emprendedor.
También fue invitada especial de La Sociedad Venezolana de Emprendedores, dando consejos para escritores de libros.

### Feliz donde sea (E-book y versión física)
Con prólogo de Eli Bravo, Yesmín Sánchez resume en el libro la esencia de esta nueva publicación: “El lugar en donde vives; no te define. No se trata de geografía, conozco gente infeliz que vive en Suiza y me conozco a mí que vivo en Venezuela y soy feliz. Tu historia; no te define”.
Feliz donde sea es un libro autobiográfico. Una experiencia de vida narrada que confluye en identificar elementos de valor que aportan a ese estado ideal.
Su presentación tuvo gran receptividad en importantes medios de comunicación: A Tu Salud, Vida y Arte, Contrapunto (portal de Internet), Conecta de Fedecámaras (Venezuela) Radio y fue tema de conversación en el panel del reconocido programa matutino Portada’s.
Su bautizo quedó registrado en el canal Estar y vivir bien.